# Anthribatus nivosus
Anthribatus nivosus là một loài bọ cánh cứng trong họ Cerambycidae.